# 姜道宏
姜道宏，华中农业大学植物科学技术学院教授，主要从事植物保护、植物病害生物防治和分子植物病理学等领域的研究。入选2011年长江学者特聘教授，担任《植物病理学报》副主编、《中国生物防治学报》编委，且为中国菌物学会会员。